# Northcliffe-Gletscher
Der Northcliffe-Gletscher ist ein Gletscher, der im ostantarktischen Königin-Marie-Land unmittelbar östlich der Davis-Halbinsel zur Mawsonsee abfließt.
Entdeckt wurde er von der Mannschaft der Westbasis bei der Australasiatische Antarktisexpedition (1911–1914) unter der Leitung des australischen Polarforschers Douglas Mawson. Benannt ist er nach Alfred Harmsworth, 1. Viscount Northcliffe (1865–1922), einem Schirmherrn der Expedition.